# نویانو دلی آردوینی
نویانو دلی آردوینی (به ایتالیایی: Neviano degli Arduini) یک کومونه در ایتالیا است که در استان پارما واقع شده‌است. نویانو دلی آردوینی ۱۰۵٫۹ کیلومتر مربع مساحت و ۳٬۷۲۴ نفر جمعیت دارد.

## خواهرخوانده
شهر تاراسکون خواهرخواندهٔ نویانو دلی آردوینی هست.